# Herrerasaurus ischigualastensis
Herrerasaurus (il cui nome significa "sauro di Herrera") è un genere estinto di dinosauro teropode molto primitivo vissuto nel Triassico superiore, circa 231,4-225 milioni di anni fa, in Argentina, Sud America. L'unica specie ascritta a questo genere è H. ischigualastensis. I due generi di teropodi provenienti dalla Formazione Ischigualasto, Ischisaurus e Frenguellisaurus si sono rivelati sinonimi di Herrerasaurus.
Per molti anni gli scienziati si sono posti molti interrogativi sulla classificazione di Herrerasaurus, poiché i suoi resti erano molto frammentari e scarsi. Per questo nella sua classificazione è stato interpretato come un teropode primitivo, un basale sauropodomorpha, un primitivo saurischio e addirittura come un archosauro generico. Tuttavia, grazie alla scoperta di uno scheletro quasi completo provvisto di cranio, rinvenuto nel 1988, l'Herrerasaurus è stato infine classificato a metà strada tra uno dei primi teropodi e un saurischio evoluto. Molti paleontologi lo ritengono il più antico teropode scoperto finora.
L'Herrerasaurus fa parte della famiglia degli herrerasauridae, una famiglia di teropodi molto primitivi con caratteristiche analoghe a Herrerasaurus, oltre ad essere tra i primi teropodi nell'evoluzione dei dinosauri.

## Descrizione

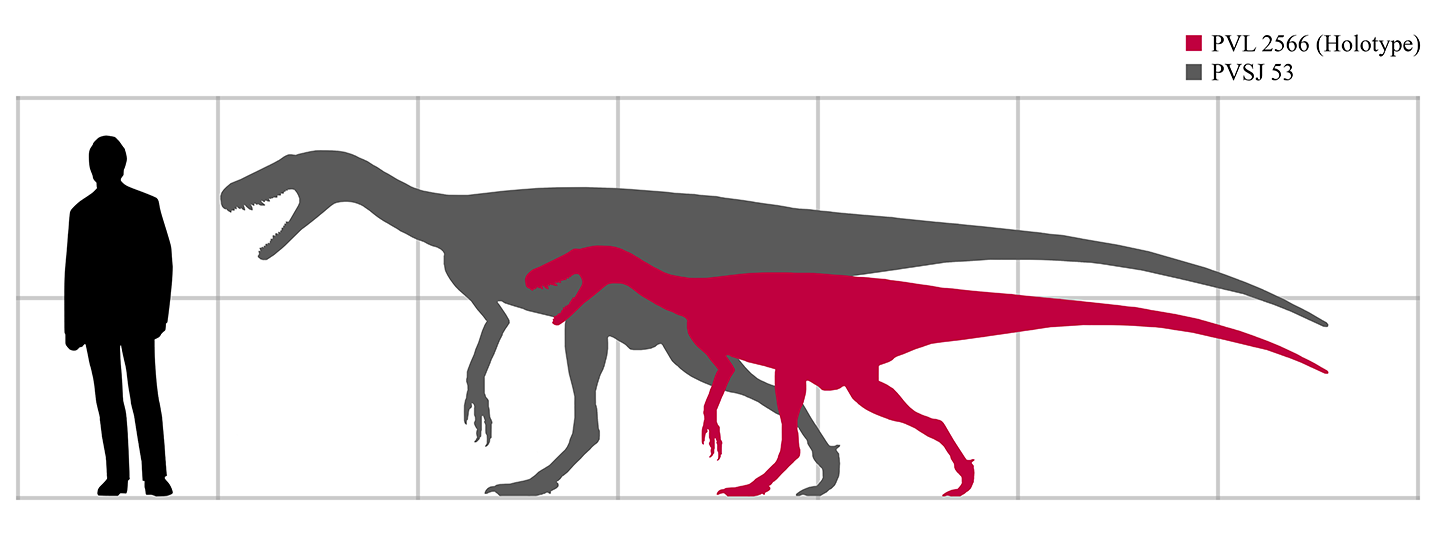
Dimensioni di H. ischigualastensis, l'esemplare olotipo (in rosa) e l'esemplare più grande ritrovato (in grigio), a confronto con un uomo

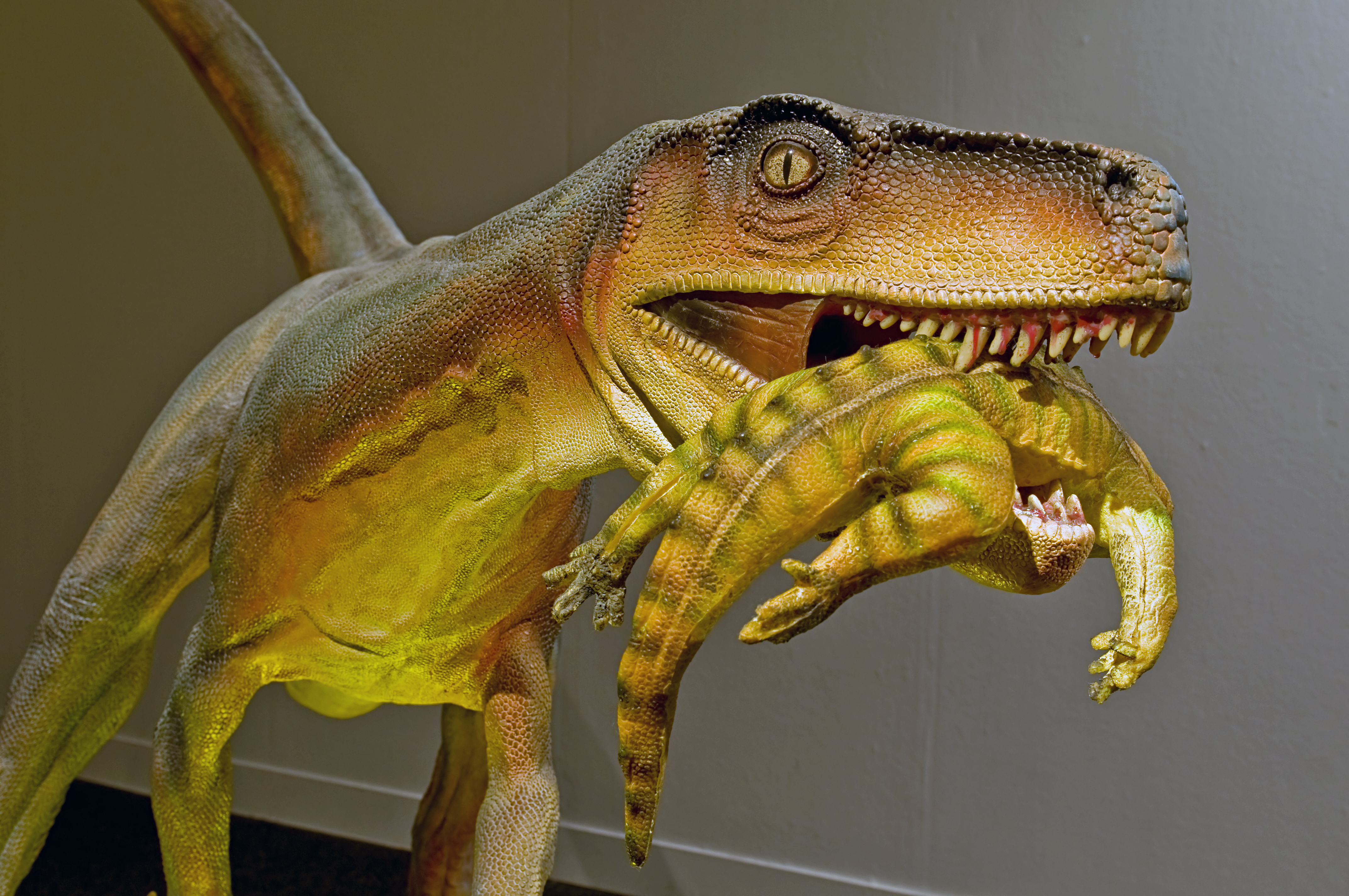
Ricostruzione museale di H. ischigualastensis

Lungo dai tre ai 4-5 metri e alto più di un metro e mezzo, questo dinosauro carnivoro era sì di dimensioni considerevoli ma di certo non rappresentava uno dei massimi predoni del suo tempo, in quanto negli stessi luoghi frequentati dall'herrerasauro vivevano arcosauri primitivi davvero giganteschi, come il semiacquatico Proterochampsa o i rauisuchidi come Saurosuchus. La ragione del successo di un animale come Herrerasaurus era data con tutta probabilità da una caratteristica dei primi dinosauri, ovvero la bipedalità. L'herrerasauro, infatti, fu uno dei primi dinosauri carnivori, i teropodi, che successivamente invasero ogni parte del globo, Antartide compresa, divenendo l'ultimo anello della catena alimentare.
La corporatura di questo dinosauro era snella e robusta; il collo era moderatamente allungato e le zampe posteriori erano lunghe e potenti. Gli arti anteriori, dotati di mani a cinque dita fornite di potenti artigli, servivano ad afferrare le prede, che venivano poi ulteriormente ferite dai lunghi denti presenti nell'ampia bocca. Herrerasaurus conservava parecchie caratteristiche primitive nelle articolazioni e soprattutto nel bacino. Probabilmente le principali prede di Herrerasaurus erano i grossi e lenti rincosauri, strani rettili dotati di becco imparentati con gli arcosauri.

## Resti fossili
L'herrerasauro è noto esclusivamente tramite alcuni scheletri parziali rinvenuti nella formazione di Ischigualasto risalente alla prima parte del Triassico superiore. A questo dinosauro sono ascritti anche i generi Ischisaurus e Frenguellisaurus, in un primo tempo ritenuti forme distinte ma successivamente considerate varianti individuali di una stessa specie. Nella stessa formazione sono stati rinvenuti anche Eoraptor, forse il dinosauro più primitivo, e Pisanosaurus, il dinosauro ornitischio più antico.

## Nella cultura di massa
L'Herrerasaurus è il dinosauro più famoso (se non addirittura il solo meglio conosciuto) vissuto nel periodo Triassico, diventando quindi assai conosciuto nella cultura di massa. Nel franchise di Jurassic Park l'Herrerasauro non compare quasi mai fisicamente, ma la sua esistenza all’interno del canone è molto conosciuta: nella mappa del tour del parco di Jurassic Park è presente tra la lista dei paddock uno dedicato a questo animale, sebbene tuttavia non sia presente nel percorso (a quanto pare il paddock era ancora in costruzione), mentre è invece fisicamente presente nei videogiochi del franchise. La sua apparizione più significativa avviene in Jurassic Park: The Game (2011), in cui quattro esemplari di Herrerasaurus attaccano i protagonisti. Nel videogioco Jurassic World Evolution (2018) e nel suo seguito Jurassic World Evolution 2 (2021) l'Herrerasaurus è uno dei dinosauri allevabili nel parco. Nel videogioco The Isle (2015) è uno dei dinosauri giocabili.

## Galleria d'immagini

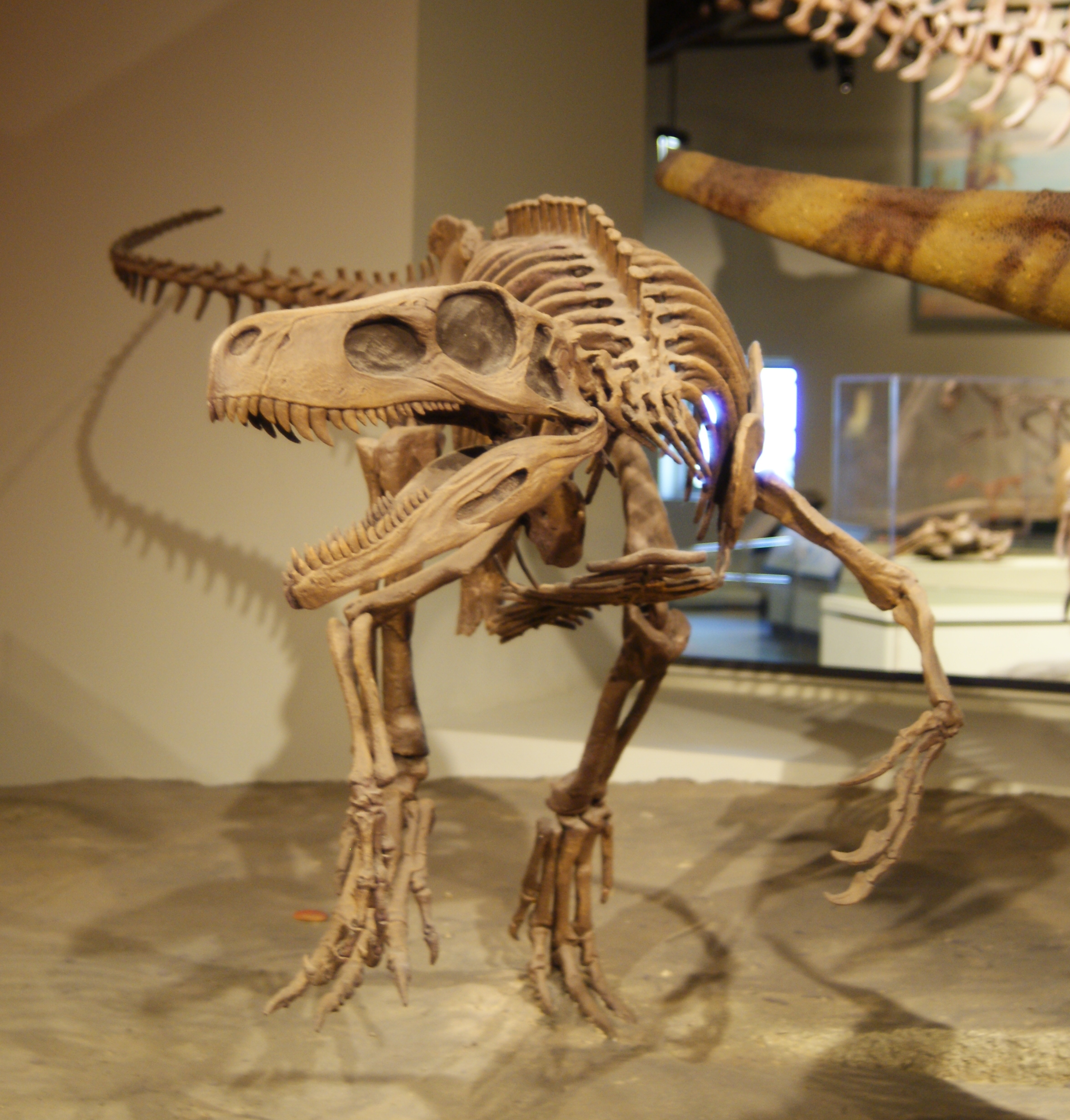
Scheletro montato di H. ischigualastensis, al Senckenberg Naturmuseum
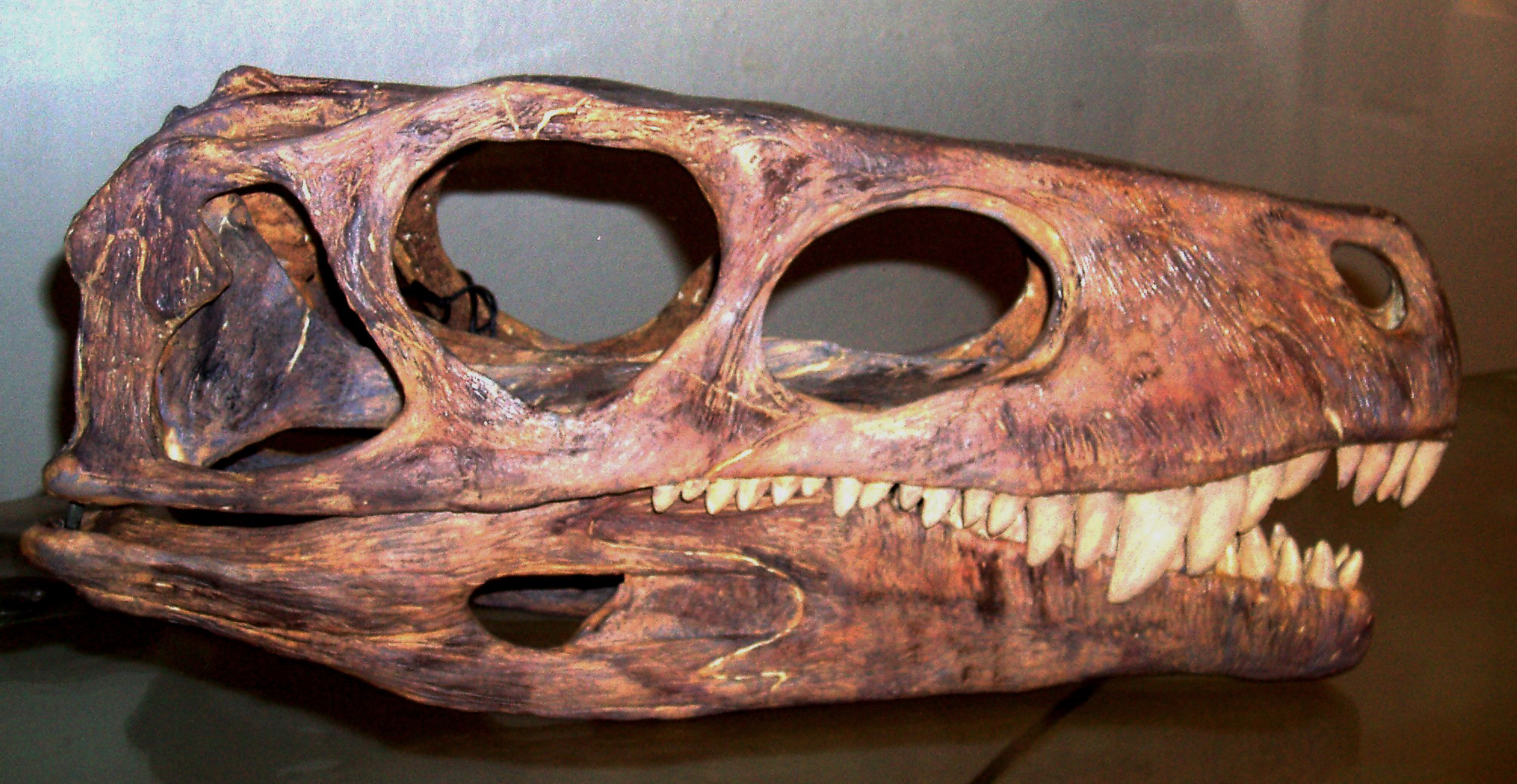
Cranio di H. ischigualastensis
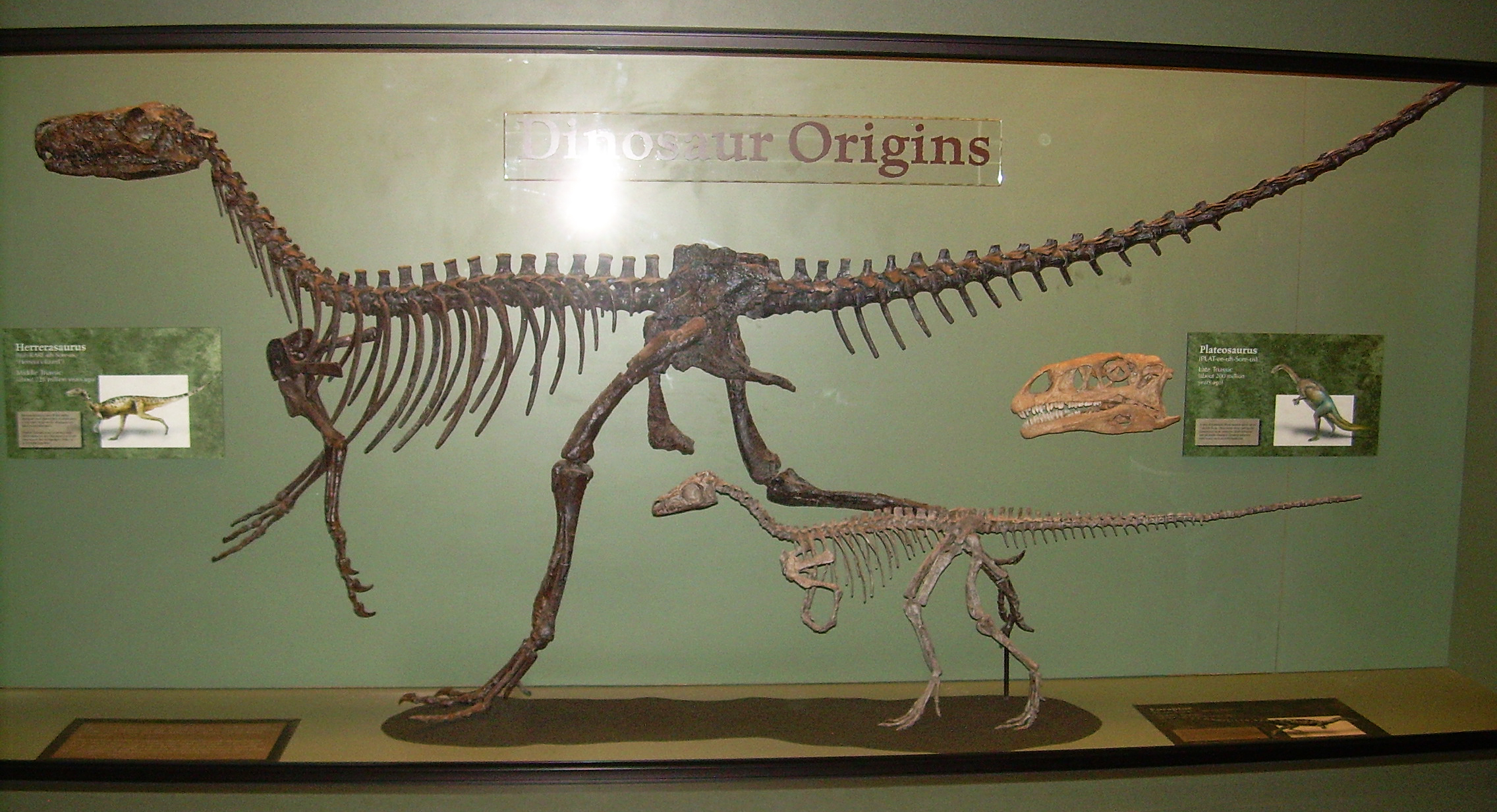
Vista laterale di scheletro montato di H. ischigualastensis